# Little Mackinaw Bay
Little Mackinaw Bay – zatoka jeziora Jackson Lake na terenie hrabstwa Teton w Wyoming.